# Rock You Like a Hurricane
Rock You Like a Hurricane è la seconda canzone dell'album Love at First Sting del 1984 del gruppo musicale hard rock tedesco Scorpions. Il brano rappresenta la svolta del gruppo tedesco, che grazie al successo di questo pezzo e di altri contenuti nello stesso album divenne una delle band Heavy metal più conosciute al mondo.
La canzone è stata composta dal chitarrista Rudolf Schenker, dal cantante Klaus Meine e dal batterista Herman Rarebell. Insieme a Still Loving You è la canzone portante dell'album, pubblicato nel 1984. Negli Stati Uniti la canzone fu un gran successo, classificandosi alla posizione 25 nei charts. Il video di Rock You Like a Hurricane venne molto diffuso dal canale MTV, partecipando al successo della canzone. Rock You Like a Hurricane è presente anche nelle seguenti raccolte: Hurricane Rock, The essential, Bad for Good: The Very Best of Scorpions, Box of Scorpions, Gold, Deadly Sting: The Mercury Years, 20th Century Masters: The Millennium Collection: The Best of Scorpions e in Best of Rockers 'n' Ballads. È un pezzo celebre della storia della musica rock.
Rock You Like a Hurricane è stata reinterpretata dalla band pop punk Green Day.

## La canzone
La canzone inizia con un riff molto tagliente da parte del chitarrista ritmico Rudolf Schenker che viene subito accompagnato da una "dichiarazione" di apertura della chitarra solista di Matthias Jabs, che dimostra subito la sua abilità con lo strumento.
La batteria fa un lavoro molto intenso, dovendo stare dietro alla velocità della chitarre. La ritmica sulla strofa è tipicamente pop-rock, molto musicale, e "in tensione", suonata con due modalità diverse: il primo run è stoppato, il secondo invece è d'impeto.
Il basso di Francis Buchholz è molto sonoro e tiene un buon tempo, Klaus Meine ha nella canzone una voce spesso contorta che però rivela un'eccellente estensione nel ritornello e nelle strofe seguenti. Dopo due strofe e ritornello relativo subentra l'assolo di Jabs, con una "chiusa" diventata assai famosa.
Nel 2014 è stata indicata come la 10ª più grande canzone pop metal da Yahoo! Music.

## Video musicale
È stato anche girato un video della canzone, reputato da molti il migliore della band, il video è ambientato in un posto chiuso, in particolare la band è in una grossa cella dove molte persone tentano disperatamente di toccare i membri della band, riuscendoci solo al momento dell'assolo centrale, Matthias, mentre fa l'assolo vieno tirato e strattonato, solo alla fine dell'assolo viene spinto al centro della cella. Concludendo, questo video è uno dei più visti e gettonati del rock.

## Nella cultura di massa
- Rock You Like a Hurricane è considerata da molti una delle migliori canzoni rock di sempre. È stata posizionata quarta dal magazine Sync, nella classifica dei migliori riff di chitarra di sempre e nel 2006 VH1 l'ha posizionata 31ª nelle 40 canzoni metal più belle di sempre.

### Film e televisione
- Rock You Like a Hurricane è stata usata come colonna sonora nei film: Il gigante di ferro, Amiche cattive, Blades of Glory - Due pattini per la gloria, Innocenti bugie, Rock of Ages, Killer Elite e Molto incinta.
- Nel film Little Nicky, Rock You Like a Hurricane viene suonata quando Nicky dice alla madre:

- Rock You Like a Hurricane viene suonata in un episodio de I Simpson, Sideshow Bob's Last Gleaming e per I Simpson - Il videogioco
- È presente un pezzo della canzone nel telefilm The Cleveland Show nell'episodio 1x10 "L'uomo dei bisogni".
- La canzone è presente nel telefilm Supernatural ed è la suoneria del cellulare di Dean Winchester. La canzone appare anche nei telefilm The O.C. e Stranger Things.
- Rock You Like a Hurricane è stata usata nel cartone animato statunitense Aqua Teen Hunger Force .Fa inoltre parte della colonna sonora del film musical Rock of Ages del 2012
- Un breve pezzo del brano è usato nell'episodio 15-s10 di "The Big Bang Theory", quando Sheldon guida una locomotiva a vapore con a bordo Amy.

## Formazione
- Klaus Meine - voce
- Rudolf Schenker - chitarra ritmica, cori
- Matthias Jabs - chitarrasolista, ritmica
- Francis Buchholz - basso
- Herman Rarebell - batteria

## Classifiche
Billboard (Stati Uniti), Top 50 (Francia)
| Classifica (1984)     | Posizione massima |
| --------------------- | ----------------- |
| The Billboard Hot 100 | 25                |
| France Top 50         | 17                |